# Lertha bolivari
Lertha bolivari är en insektsart som beskrevs av Navás 1913. Lertha bolivari ingår i släktet Lertha och familjen Nemopteridae. Inga underarter finns listade i Catalogue of Life.